# Joseph Nigg

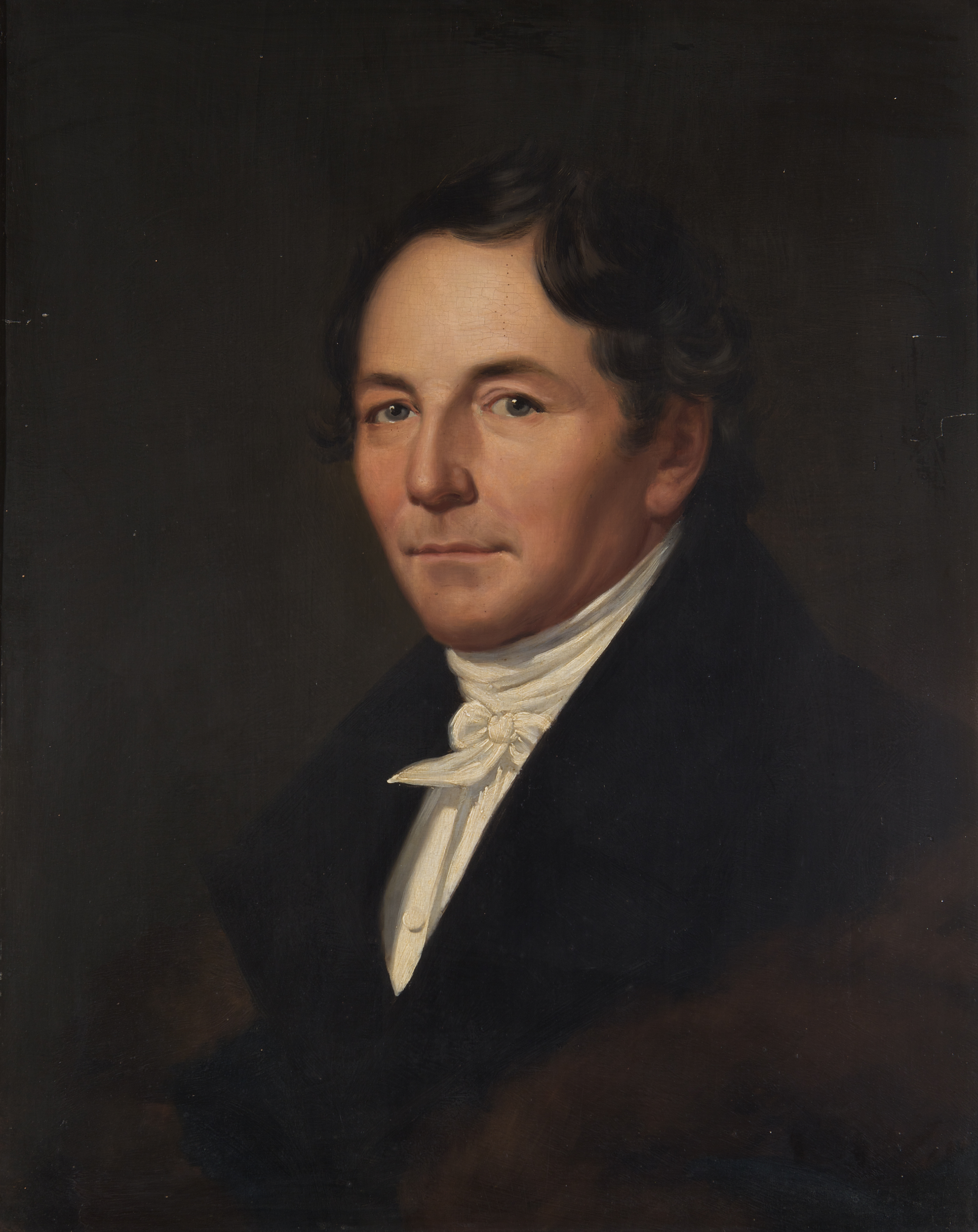
Joseph Nigg (ca. 1835)

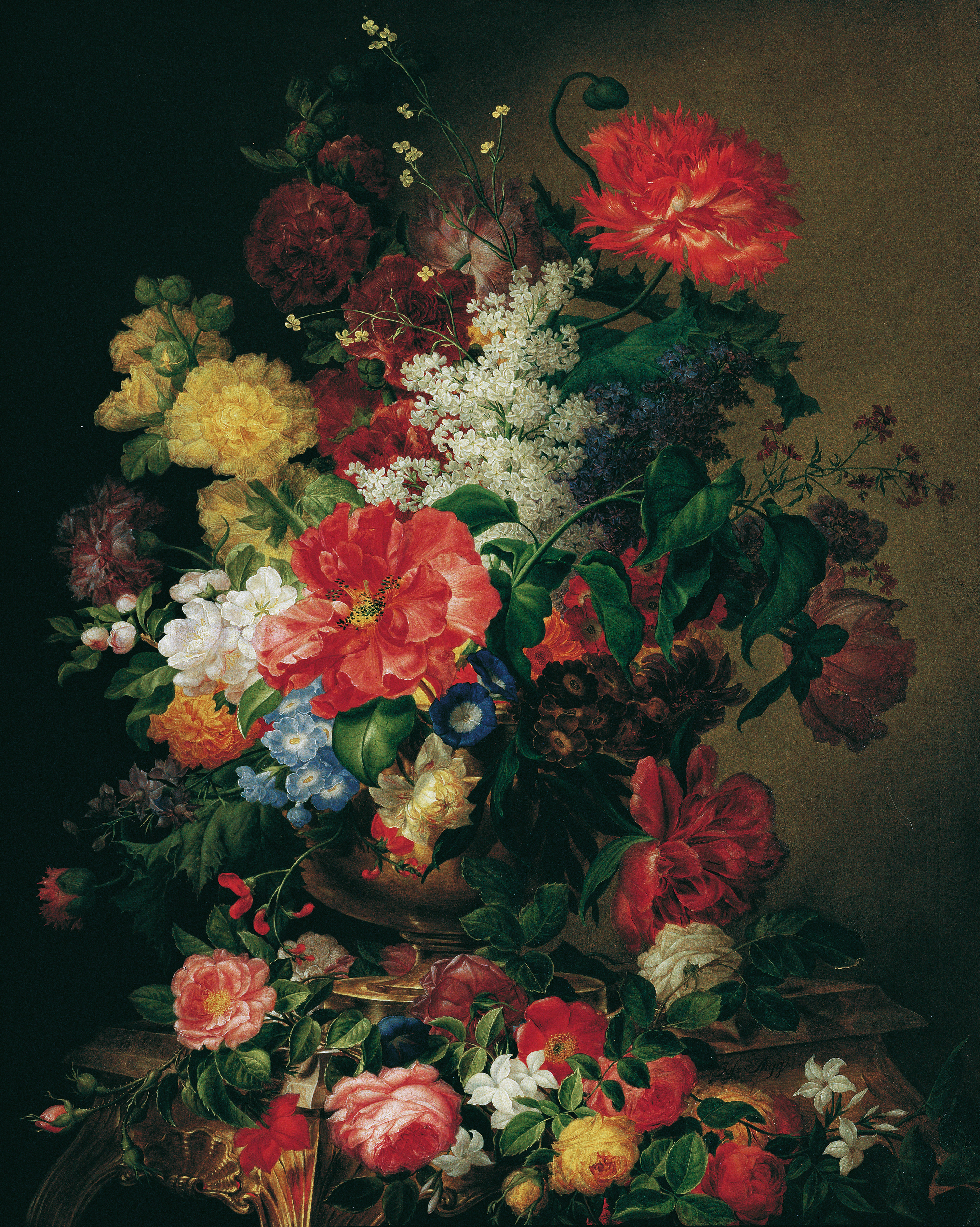
Blumenstück

Joseph Nigg (* 13. Oktober 1782 in Wien; † 19. September 1863 ebenda) war ein österreichischer Porzellan- und Blumenmaler.

## Leben
Joseph Nigg studierte an der Akademie der bildenden Künste in Wien bei Johann Baptist Drechsler. 1804 und 1806 erhielt er an der Akademie  in Wien erste Preise. Zwischen 1800 und 1848, als er in den Ruhestand trat, war Nigg an der Wiener Porzellanmanufaktur tätig, in späteren Jahren auch als Lehrer. Ab 1824 nahm er mehrfach und erfolgreich an den Jahresausstellungen der Wiener Akademie teil.

## Leistung
Joseph Nigg war einer der hervorragendsten österreichischen Blumenmaler. Er schuf in diesem Genre nicht nur hochgeschätzte Porzellanmalereien, sondern ebenso Ölbilder, Aquarelle und Pastellzeichnungen von hoher Qualität.

## Werke (Auswahl)
- Blumenstück (Wien, Österreichische Galerie Belvedere), um 1835, Öl auf Leinwand, 80×64 cm
- Blumenstilleben mit weißen Weintrauben (Wien, Liechtenstein Museum, Inv. Nr. PO2079), 1838, Malerei auf Altwiener Porzellan, 69×52 cm
- Blumenstilleben mit blauen Weintrauben (Wien, Liechtenstein Museum, Inv. Nr. PO2080), 1838, Malerei auf Altwiener Porzellan, 69×52 cm
- Blumenstück (Wien Museum), 1839, Öl auf Leinwand